# Poubeau
Poubeau é uma comuna francesa na região administrativa de Occitânia, no departamento de Alta Garona. Estende-se por uma área de 4,21 km². Em 2010 a comuna tinha 82 habitantes (densidade: 19,5 hab./km²).